# Conditor
Conditor is een geslacht van halfvleugeligen uit de familie Machaerotidae. De wetenschappelijke naam van dit geslacht is voor het eerst geldig gepubliceerd in 1916 door Distant.

## Soorten
Het geslacht Conditor  is monotypisch en omvat slechts de volgende soort:
- Conditor collatatus Distant, 1916